# 1931 في رومانيا
فيما يلي قوائم الأحداث التي وقعت خلال عام 1931 في رومانيا.

## رياضة
- 28 يونيو – دوري الدرجة الأولى الروماني 1930–31 الفائز نادي أوتيلول ريشيتا.

## مواليد

### فبراير
- 13 فبراير – إيفا هايمان ضحية هولوكوست.
- 19 فبراير – مائير روزن دبلوماسي إسرائيلي.

### مارس
- 10 مارس – موسكو القلعي
- 11 مارس – إيون بيسويو ممثل روماني.
- 14 مارس – كونستنتين دوميترسكو ملاكم روماني.

### نوفمبر
- 1 نوفمبر – يوسف غوتفريوند مصارع هاوي إسرائيلي.

## وفيات

### مارس
- 7 مارس – لوبو بيك (مواليد 1886)

### نوفمبر
- 20 نوفمبر – محمد نيازي (مواليد 1878)